# Timothy Busfield
Timothy Busfield (Lansing, 12 giugno 1957) è un attore e regista statunitense.
È stato sposato tre volte: prima dal 1981 al 1986 con l'attrice Radha Delamarter dalla quale ha avuto un figlio, Wilson; poi dal 1988 al 2007 con la stilista Jennifer Merwin da cui ha avuto due figli, Daisy e Samuel; dal 2013 è sposato con l'attrice Melissa Gilbert.

## Filmografia

### Attore

#### Cinema
- Stripes - Un plotone di svitati (Stripes), regia di Ivan Reitman (1981)
- La rivincita dei nerds (Revenge of the Nerds), regia di Jeff Kanew (1984)
- La rivincita dei nerds II (Revenge of the Nerds II - Nerds in Paradise), regia di Joe Roth (1987)
- L'uomo dei sogni (Field of Dreams), regia di Phil Alden Robinson (1989)
- I signori della truffa (Sneakers), regia di Phil Alden Robinson (1992)
- Impatto imminente (Striking Distance), regia di Rowdy Herrington (1993)
- Un lavoro da grande (Little Big League), regia di Andrew Scheinman (1994)
- Quiz Show, regia di Robert Redford (1994)
- First Kid - Una peste alla Casa Bianca (First Kid), regia di David M. Evans (1996)
- National Security - Sei in buone mani (National Security), regia di Dennis Dugan (2003)

#### Televisione
- Reggie - serie TV, 6 episodi (1983)
- Trapper John (Trapper John, M.D.) - serie TV, 39 episodi (1984-1986)
- Casa Keaton (Family Ties) - serie TV, 3 episodi (1984; 1986)
- In famiglia e con gli amici (Thirtysomething) - serie TV, 85 episodi (1987-1991)
- Artigli (Strays) - film TV (1991)
- Un caso ancora aperto (Calendar Girl, Cop, Killer? The Bambi Bembenek Story) - film TV (1992)
- Omicidio al buio (Fade to Black) - film TV (1993)
- Scambio d'accuse (Murder Between Friends) - film TV (1994)
- The Byrds of Paradise - serie TV, 12 episodi (1994)
- Nel buio della mente (In the Shadow of Evil) - film TV (1995)
- Sfida incrociata (Kidnapped: In the Line of Duty) - film TV (1995)
- Piano criminale (The Unspeakable) - film TV (1996)
- Champs - serie TV, 12 episodi (1996)
- When Secrets Kill- film TV (1997)
- Trucks - Trasporto infernale (Trucks) - film TV (1997)
- Buffalo Soldiers - film TV (1997)
- La cantina degli orrori (The Darklings) - film TV (1999)
- Ed - serie TV, 3 episodi (2002; 2004)
- Senza traccia (Without a Trace) - serie TV, 3 episodi (2004)
- West Wing - Tutti gli uomini del Presidente (The West Wing) - serie TV; 28 episodi (1999-2000; 2002-2003; 2005-2006)
- Studio 60 on the Sunset Strip - serie TV, 22 episodi (2006-2007)
- Entourage - serie TV, 3 episodi (2005; 2009)
- Law & Order - I due volti della giustizia (Law & Order) - serie TV, 1 episodio (2010)
- Oltre la lavagna. La scuola della speranza (Beyond the Blackboard) - film TV (2011)
- Law & Order - Unità vittime speciali (Law & Order: Special Victims Unit) - serie TV, 1 episodio (2011)
- Restless Virgins - film TV (2013)
- Sleepy Hollow - serie TV, 3 episodi (2014-2015)
- Secrets and Lies - serie TV, 4 episodi (2015)
- Tenure - film TV (2017)
- Designated Survivor - serie TV, 5 episodi (2018-2019)
- Almost Family - serie TV, 6 episodi (2019-2020)
- Thirtysomething (else) - film TV (2020)
- For Life - serie TV, 22 episodi (2020-2021)
- Citadel – serie TV, episodio 1x01 (2023)

### Regista

#### Cinema
- Guest Artist (2019)

#### Televisione
- In famiglia e con gli amici (Thirtysomething) - serie TV, 3 episodi (1990; 1991)
- Rude Awakening - serie TV, 4 episodi (2000-2001)
- Ed - serie TV, 9 episodi (2001-2003)
- Senza traccia (Without a Trace) - serie TV, 8 episodi (2004-2006)
- Studio 60 on the Sunset Strip - serie TV, 6 episodi (2006-2007)
- Las Vegas - serie TV, 8 episodi (2003-2004; 2007)
- Lipstick Jungle - serie TV, 8 episodi (2008)
- Normal - film TV (2011)
- The Glades - serie TV, 3 episodi (2010-2011)
- Damages - serie TV, 5 episodi (2007; 2010-2011)
- The Client List - Clienti speciali (The Client List) - serie TV, 3 episodi (2012-2013)
- Tenure - film TV (2017)
- The Night Shift - serie TV, 7 episodi (2015-2017)
- Nashville - serie TV, 3 episodi (2017-2018)
- Law & Order - Unità vittime speciali (Law & Order: Special Victims Unit) - serie TV, 2 episodi (2019)
- Marvel Wastelanders: Black Widow - documentario, 10 episodi (2022)
- Chicago Med - serie TV, 3 episodi (2021-2022)

## Doppiatori italiani
Nelle versioni in italiano delle opere in cui ha recitato, Timothy Busfield è stato doppiato da:
- Mino Caprio in Studio 60 on the Sunset Strip, Sleepy Hollow, Law & Order - Unità vittime speciali
- Gianni Giuliano in Designated Survivor, Dolly Parton: Le corde del cuore, Billions
- Pierluigi Astore in National Security - Sei in buone mani, For Life
- Marco Ioannucci in La rivincita dei nerds
- Vittorio Stagni in Casa Keaton
- Gianni Williams in In famiglia e con gli amici
- Marco Mete in L'uomo dei sogni
- Claudio Fattoretto ne I Signori della truffa
- Stefano Mondini in Impatto imminente
- Francesco Pannofino in Un lavoro da grande
- Gino La Monica in Sfida incrociata
- Antonio Sanna in First Kid - Una peste alla Casa Bianca
- Gerolamo Alchieri in Battiti Mortali
- Roberto Draghetti in West Wing - Tutti gli uomini del Presidente
- Mario Scarabelli in The Loudest Voice - Sesso e potere
- Michele Gammino in Perception
- Ugo Maria Morosi in Blue Bloods
- Carlo Valli in The Mob Doctor
- Ambrogio Colombo in Citadel